# 济川街道 (泰兴市)
济川街道，是中华人民共和国江苏省泰州市泰兴市下辖的一个乡镇级行政单位。

## 历史沿革
1949年设城区，1952年改泰兴镇，1958年改泰兴镇公社，1981年复建镇。1997年，面积10.1平方千米，人口12万，辖商井、西郊、复兴、西园、东园、五里墩、东联、北站、南园9个行政村和迎东、迎西、迎幸、北郊、鼓南、鼓北、北街、县前、胜利、东郊、济川、国庆桥、长征、西门、联盟、双陈、文明、南街、越街、永丰20个居委会。2007年，将原大生镇管辖的大生、三联、三阳、蔡巷、蔡桥等5个行政村划归泰兴镇管辖。区划调整后，泰兴镇行政区域面积90平方千米，人口23万人，辖21个居委会、25个行政村。2010年，将泰兴镇向阳、张庄、郭庄、三联4个行政村划归滨江镇管辖，区划调整后，泰兴镇面积74.64平方千米，人口22.44万人，辖21个居委会、22个行政村。2011年，撤销泰兴镇，以其原辖区域设立设立济川街道，办事处驻鑫泰路1号，管理21个居委会、23个行政村。
2020年，原济川街道办事处的南郊、延陵、大生、双进、陆桥、三阳、蔡巷、蔡桥8个村委会划归延令街道管辖。行政区划变更后的济川街道辖苏城、三六、燕头、新联、耿戴、房元、众贤、渡河、王坔、南殷、张庄、郭庄、向阳13个村委会及北站、兴燕、商井、跃进、文垈、张陈、钱庄7个居委会。
2021年3月11日，将滨江镇的张庄、郭庄、向阳3个村委会划归济川街道管理。

## 行政区划
济川街道下辖以下地区：
国庆新村社区、三营社区、华泰社区、东联社区、越街社区、南街社区、国庆二村社区、商井社区、跃进社区、北站社区、东城社区、兴燕社区、复兴社区、周曾社区、西郊社区、鼓楼社区、府前社区、五里墩社区、陆桥村、三六村、苏城村、三阳村、蔡巷村、大生村、燕头村、新联村、耿戴村、众贤村、房元村、渡河村、王坔村、张陈村、南殷村、钱庄村、南郊村、延陵村、双进村、城区科技工业园社区和种猪场生活区。